# Археолошки терен „Белиновача“
„Белиновача“ је археолошки локалитет који се налази на око 19 км североисточно од Уба у атару села Слатина. Представља непокретно културно добро и за њега је надлежан Завод за заштиту споменика културе Ваљево.

## Опште информације
Белиновача представља земљану фортификацију неправилно кружног облика основе пречника око 20 м и висине 2,5 м. Централни део окружен је видљивим ровом и насипом који у виду прстена, ширине око 8 м и висине 2 м.
Мештани овај простор сматрају светим местом, па је из тог разлога читав простор остао сачуван. На локалитету нису вршена детаљнија археолошка истраживања, али се због његове очуваности и монументалности може сматрати једним од најзначајнијих земљаних праисторијских утврђења у западном делу Србије.